# Jürgen Möllemann

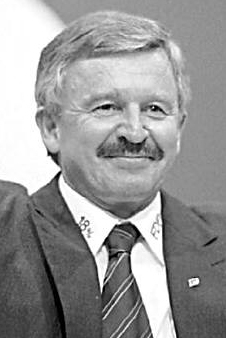
Jürgen Möllemann, 2002

Jürgen Wilhelm Möllemann (* 15. Juli 1945 in Augsburg; † 5. Juni 2003 in Marl-Loemühle) war ein deutscher Politiker (FDP).
Der ehemalige Lehrer war ab 1972 Mitglied des Bundestages, unter Bundeskanzler Helmut Kohl von 1987 bis 1991 Bundesminister für Bildung, von Januar 1991 bis Januar 1993 Bundesminister für Wirtschaft und ab Mai 1992 zudem Vizekanzler. Im Januar 1993 trat er wegen der Briefbogenaffäre von diesen beiden Ämtern zurück.
Im Jahr 2000 war er Spitzenkandidat der nordrhein-westfälischen FDP bei der Landtagswahl. Die FDP erhielt 9,8 % der Stimmen; Möllemann wurde Landtagsabgeordneter. 2002/2003 geriet er durch einige Interviewaussagen, ein nicht von der FDP autorisiertes Wahlkampf-Flugblatt und irreguläre Finanzpraktiken erneut in die Kritik, verlor seine Parteiämter und sah einem Strafverfahren entgegen. Er starb 2003 bei einem Fallschirmsprung. Es wurde Suizidabsicht vermutet, jedoch nicht nachgewiesen.

## Kindheit, Ausbildung und Beruf
Jürgen W. Möllemann, Sohn von Franziska Möllemann, geborene Reisner, und des Polstermeisters Wilhelm Möllemann († vor 1986), wuchs am unteren Niederrhein in Appeldorn, heute ein Ortsteil von Kalkar, auf. Er war katholisch, Schüler am Klever Freiherr-vom-Stein-Gymnasium und wechselte zum Amplonius-Gymnasium in Rheinberg. Nach dem Abitur dort 1965 leistete er Wehrdienst als Reserveoffizieranwärter im Fallschirmjägerbataillon 262 in Bad Bergzabern; nach mehreren Wehrübungen wurde er zum Oberleutnant der Reserve befördert. Ab 1966 studierte er an der Pädagogischen Hochschule in Münster in Westfalen Deutsch, Geschichte und Sport und schloss das Studium 1969 mit dem ersten und 1971 mit dem zweiten Staatsexamen für das Lehramt an Grund- und Hauptschulen ab. Ab 1969 war er als Lehrer in Beckum tätig. 1978 war er für den Flick-Konzern tätig. Ab 1993 war Möllemann Inhaber der Firma WEB/TEC – Wirtschafts- und Exportberatung.

## Familie und Sport
Möllemann war in zweiter Ehe ab 1975 verheiratet mit der Studienrätin Carola Möllemann-Appelhoff (* 1949). Sie war von 1979 bis 1994 sowie seit 1999 FDP-Ratsmitglied in Münster und führte von 1999 bis 2019 die Münsteraner FDP-Ratsfraktion. Aus dieser Ehe gingen zwei Töchter hervor; aus erster Ehe hatte Möllemann eine weitere Tochter.
Ende der 1970er Jahre bewarb sich Möllemann erfolglos gegen Reinhold Schmelter um das Präsidentenamt beim seinerzeitigen Zweitligisten Preußen Münster, wo der bisherige Amtsinhaber Günter Wellerdieck aufgrund von Steuerhinterziehung vom DFB für drei Jahre für Vorstandstätigkeiten gesperrt worden war. Ab 1989 war er Mitglied des Aufsichtsrats (bis 1994 Verwaltungsrat) des Fußballklubs FC Schalke 04, von 1993 bis 1995 und 1998 bis 2001 als Vorsitzender.

## Parteipolitische Ämter
Von 1962 bis 1969 war Möllemann Mitglied der CDU. Von 1970 bis zu seinem Austritt am 17. März 2003 gehörte er der FDP an, war Vorsitzender des Bezirksverbands Westfalen-Nord und ab 1975 Mitglied im Landesvorstand der FDP Nordrhein-Westfalen – von 1982 bis 1983 als stellvertretender und seit 1983 als Landesvorsitzender. 1994 trat er von diesem Amt wegen Differenzen mit dem damaligen FDP-Bundesvorsitzenden und Außenminister Klaus Kinkel zurück; von April 1996 bis Oktober 2002 hatte er dieses Amt erneut inne. Bei der Landtagswahl in Nordrhein-Westfalen 2000 gelang der FDP unter seiner Führung nach fünf Jahren Abwesenheit mit einem Ergebnis von 9,8 Prozent der Stimmen der Wiedereinzug in den Landtag von NRW. Im März 2003 schied er aus der FDP-Landtagsfraktion aus.

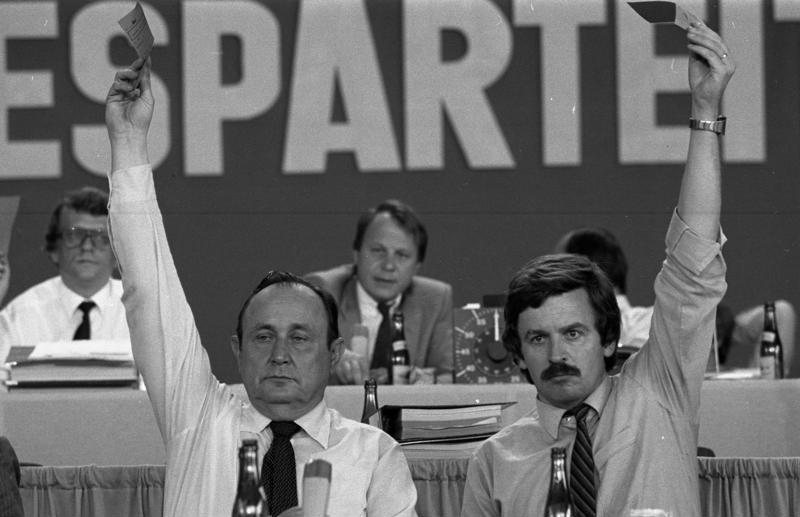
Auf einem FDP-Parteitag 1980 mit seinem Mentor Hans-Dietrich Genscher (links)

Möllemann war von 1972 bis 2000 und von 2002 bis 2003 Mitglied des Deutschen Bundestages. Im Februar 2003 wurde er als Mitglied des Bundesvorstands aus der FDP-Bundestagsfraktion ausgeschlossen. Von 1981 bis 1997 sowie von Mai 1999 bis März 2002 war er Mitglied im FDP-Bundespräsidium. Von Mai 2001 bis September 2002 war er stellvertretender Bundesvorsitzender.
Unterlagen über Möllemanns Tätigkeit für die FDP befinden sich im Archiv des Liberalismus der Friedrich-Naumann-Stiftung in Gummersbach-Niederseßmar.

## Öffentliche Ämter
Bis 1982 gehörte Möllemann dem Auswärtigen und Verteidigungs-Ausschuss des Deutschen Bundestages an. Nach dem Regierungswechsel im Oktober 1982 wurde er zum Staatsminister im von Hans-Dietrich Genscher geleiteten Auswärtigen Amt (damals in Bonn) ernannt. Nach der Bundestagswahl 1987 wurde er am 12. März 1987 als Bundesminister für Bildung und Wissenschaft in die von Bundeskanzler Helmut Kohl geführte Bundesregierung (Kabinett Kohl III) berufen.
Nach der Bundestagswahl 1990 übernahm er das Amt des Wirtschaftsministers im Kabinett Kohl IV. Durch die deutsche Wiedervereinigung war das Haushaltsdefizit auf den höchsten Stand seit 1975 gestiegen. Zur Konsolidierung forderte Möllemann den Abbau von staatlichen Subventionen in Höhe von 10 Milliarden DM jährlich im Haushalt und drohte, bei Nichterreichen dieses Ziels als Minister zurückzutreten. Die CDU/CSU/FDP-Koalition beschloss den Abbau, wobei jedoch schon früher beschlossene Subventionskürzungen eingerechnet wurden.
Nach Genschers Rücktritt wurde er am 18. Mai 1992 zum Stellvertreter des Bundeskanzlers ernannt. Nach der sogenannten Briefbogenaffäre schied er am 21. Januar 1993 aus dem Kabinett aus.
Vom 2. Juni 2000 bis zu seinem Tod war er Abgeordneter im Landtag Nordrhein-Westfalen (13. Wahlperiode).

## Affären

### Briefbogenaffäre
Neben zahlreichen Erfolgen und Anerkennungen, beispielsweise als Bundesminister für Bildung und Wissenschaft, gab es einige politische Skandale. Vom Amt des Bundesministers für Wirtschaft musste er im Januar 1993 zurücktreten, da er dessen offizielles Briefpapier verwendet hatte, um in einem Brief für eine Geschäftsidee eines Vetters seiner Ehefrau zu werben. Dies wurde als Briefbogenaffäre bekannt.

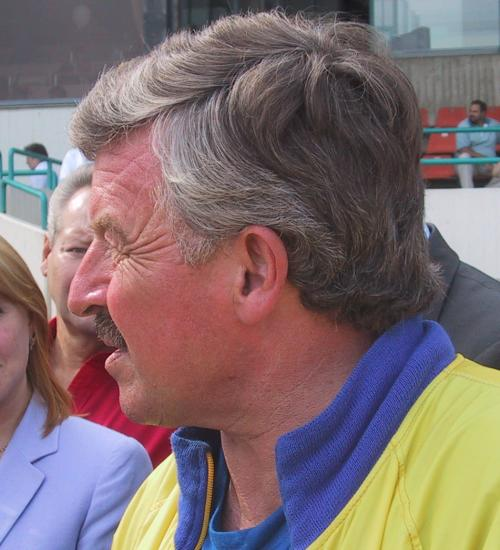
Bei einem Wahlkampfauftritt 2002

### Erzwungener Rücktritt und Comeback
1994 sprach Möllemann von einem Comeback als Minister, worauf Kinkel öffentlich nicht reagierte. Jedoch trat im Oktober des Jahres der komplette NRW-Landesvorstand der FDP zurück, um auch den Vorsitzenden Möllemann zum Rücktritt zu zwingen.
Bereits zwei Jahre später war er wieder im Amt des NRW-Landesvorsitzenden und führte die Landespartei im Wahlkampf 2000 zu einem ungewöhnlichen Erfolg: Die FDP, die fünf Jahre nicht im Landtag NRW vertreten war, erhielt bei der Landtagswahl am 14. Mai 2000 dank seiner Wahlkampfstrategie 9,8 Prozent der Stimmen. Möllemann und der frühere FDP-Bundesgeschäftsführer Fritz Goergen waren Initiatoren der Strategie 18, die von der Bundes-FDP im Mai 2001 für den Bundestagswahlkampf 2002 angenommen wurde.

### Umstrittenes Plakat zur NRW-Landtagswahl 2000
Im Januar 2000 stellte Möllemann ein Wahlplakat zum Landtagswahlkampf in Nordrhein-Westfalen vor, auf dem mit der Abbildung von Adolf Hitler, Bhagwan und Freddy Krueger geworben wurde. Unter dem Motto „NRW braucht Tempo. Möllemann.“ sollte das Plakat für mehr Tempo bei der Bildung werben. Nach zahlreichen negativen Reaktionen aus verschiedenen Teilen der Gesellschaft wurde auf die Verwendung schließlich verzichtet.

### Die Möllemann-Affäre 2002/2003

#### Antisemitismus-Vorwürfe und Faltblatt-Affäre
Möllemann war von 1981 bis 1991 sowie 1993 und erneut seit 1995 Präsident der Deutsch-Arabischen Gesellschaft. In dieser Eigenschaft äußerte er sich öfter zum Nahostkonflikt zwischen Israel und den Palästinensischen Autonomiegebieten.
Im Frühjahr 2002 übte Möllemann scharfe Kritik am Vorgehen Israels gegenüber den Palästinensern und äußerte Verständnis für Selbstmordattentate, die er als Form des Widerstands gegen eine völkerrechtswidrige Besetzung ansah. Damit stellte er sich hinter Jamal Karsli, der damals für Bündnis 90/Die Grünen Landtagsabgeordneter war. Karsli hatte von einem „Vernichtungskrieg“ des israelischen Ministerpräsidenten Ariel Scharon gegen die Palästinenser, von „Nazi-Methoden“ Israels und von einer „zionistischen Lobby“ in Deutschland gesprochen, die eine kritische Diskussion über Israels Politik verhindere. Nachdem der Bundesvorstand der Grünen sich von diesen Aussagen distanziert hatte, trat Karsli aus der Partei aus. Er wurde auf Initiative Möllemanns in die FDP-Fraktion Nordrhein-Westfalens aufgenommen.
Dagegen protestierten der Zentralrat der Juden in Deutschland (ZdJ) und einige prominente FDP-Mitglieder wie Hildegard Hamm-Brücher, die Karslis Wortwahl tendenziell als antisemitisch bewerteten. Auf entsprechende Kritik von Michel Friedman, dem damaligen ZdJ-Vizepräsidenten, reagierte Möllemann am 16. Mai 2002 im heute journal wie folgt:

„Wer Ariel Scharon kritisiert, wird von bestimmten Leuten in Deutschland in die Ecke des Antisemitismus gestellt. Das verbitte ich mir auf das Schärfste. Ich fürchte, dass kaum jemand den Antisemiten, die es in Deutschland gibt, leider, die wir bekämpfen müssen, mehr Zulauf verschafft hat als Herr Scharon und in Deutschland ein Herr Friedman mit seiner intoleranten und gehässigen Art. Überheblich. Das geht so nicht, man muss in Deutschland Kritik an der Politik Scharons üben dürfen, ohne in diese Ecke geschoben zu werden.“

ZdJ-Präsident Paul Spiegel warf Möllemann daraufhin vor, er bestätige damit „jahrhundertealte antisemitische Klischees“, und zwar „die Ansicht von Antisemiten, dass Juden, durch ihre bloße Existenz oder Äußerungen selbst für den Antisemitismus verantwortlich sind“. Bundeskanzler Gerhard Schröder forderte die FDP dazu auf, sich von den Angriffen Möllemanns gegen die israelische Regierung zu distanzieren. Auch weitere Politiker von SPD und Grünen kritisierten Möllemanns Aussagen. Am 31. Mai bedauerte der FDP-Bundesvorstand in einer Berliner Erklärung, „dass durch Äußerungen von Jürgen W. Möllemann Anlass für Missverständnisse entstanden ist“, und wies den „Vorwurf des Antisemitismus gegen die FDP als ganzes oder gegen einzelne Führungsmitglieder der FDP“ als „ehrverletzend und unberechtigt“ zurück. Nach weiteren Antisemitismus-Vorwürfen gegen Karsli forderte der FDP-Bundesvorsitzende Guido Westerwelle Möllemann ultimativ auf, Karslis Mitgliedschaft in der FDP-Fraktion zu beenden.
Am 6. Juni 2002 gab Möllemann im Düsseldorfer Landtag den Austritt Karslis aus der FDP-Landtagsfraktion bekannt und erklärte: „Sollte ich die Empfindungen jüdischer Menschen verletzt haben, möchte ich mich entschuldigen.“ Daraufhin solidarisierte sich Westerwelle demonstrativ mit Möllemann. Kurz danach nahm dieser jedoch Friedman ausdrücklich von seiner Entschuldigung aus.
Am 17. September 2002, fünf Tage vor der anstehenden Bundestagswahl, ließ Möllemann ohne Rücksprache mit dem Parteivorstand ein Faltblatt in einer Auflage von über acht Millionen Stück drucken und an alle Haushalte in Nordrhein-Westfalen verteilen. Unter der Überschrift „Klartext“ stellte es Ariel Scharon und Michel Friedman mit Porträtfotos dar und griff sie im Begleittext an. Diese Aktion Möllemanns und die Aussagen des Faltblatts wurden von Angehörigen aller im Bundestag vertretenen Parteien abgelehnt. Auch die meisten FDP-Landesverbände distanzierten sich von seinem Flugblatt und betonten, dies sei kein offizielles Werbematerial der Partei gewesen.
Laut den Sozialwissenschaftlern Samuel Salzborn und Marc Schwietring wurde durch die von Möllemann ausgelöste Debatte „Antisemitismus offen artikuliert, strategisch genutzt, bagatellisiert, ignoriert und damit normalisiert […] als Teil öffentlicher Politik in Deutschlands gesellschaftlicher Mitte“. Überdies wurde antisemitischem Denken eine „Diskursfähigkeit verschafft, die jenseits von zivilisatorischen Motiven agierte“. Möllemann selbst berief sich auf 35.000 zustimmende Reaktionen. In einer Forsa-Umfrage zum zeitlichen Höhepunkt der Debatte stimmten 35 Prozent der befragten Personen Möllemanns Aussage zu, Friedman verstärke durch sein Auftreten und Verhalten den Antisemitismus; nur 24 Prozent waren der Ansicht, Möllemann verstärke ihn. Die Zahl der antisemitischen Straftaten stieg von 127 im ersten Quartal des Jahres 2002 auf 319 im zweiten Quartal an. Auch der damalige Bundestagspräsident Wolfgang Thierse (SPD) setzte diesen sprunghaften Anstieg mit der Antisemitismus-Debatte um Möllemann in Verbindung und äußerte Zweifel daran, dass dies nur Zufall sei.

#### Schwarzgeld-Affäre und Parteiaustritt
Auch wenn die FDP in Nordrhein-Westfalen 9,3 Prozent der Zweitstimmen (ein Plus von 2,1 Prozentpunkten zur Bundestagswahl 1998) erhielt und Möllemann in seinem Wahlkreis Warendorf überdurchschnittlich viele Stimmen hinzugewann, lastete der FDP-Bundesvorstand das schwache bundesweite Wahlergebnis der FDP (7,4 Prozent) Möllemann an und forderte ihn noch am Wahlabend zum Rücktritt vom stellvertretenden Parteivorsitz auf. Am Folgetag trat er mit der Begründung zurück, er wolle der FDP eine „Zerreißprobe“ ersparen. Einen für den 10. Oktober 2002 angesetzten Sonderparteitag seines Landesverbandes, der auch die Finanzierung seines Faltblatts behandeln sollte, ließ er mit der Begründung verschieben, er habe einen Schwächeanfall erlitten. Der FDP-Bundesvorstand beauftragte Günther Rexrodt, die Finanzierung zu prüfen; dieser fand Anhaltspunkte für strafrechtlich relevante Verstöße Möllemanns gegen das Parteiengesetz. Daraufhin rückte auch der NRW-Landesverband von ihm ab und wollte ihn zur „Aufgabe aller politischen Ämter“ auffordern. Dem kam Möllemann zuvor, indem er am 20. Oktober 2002 seinen Rücktritt vom Vorsitz der Landespartei und Landtagsfraktion erklärte.
Im Rahmen der „Flugblatt-“ bzw. „Faltblatt-Affäre“ war bis dahin bekannt geworden, dass Möllemann am 12. September der Post 838.000 Euro für die Postwurfsendung des Faltblatts von einem Konto seiner Firma WebTec aus überwiesen hatte. Dann aber hatte er die Post gebeten, das Geld zurückzuüberweisen und später von einem anderen Konto abzubuchen. Am 20. September hatte er ein Sonderkonto des FDP-Landesverbands eingerichtet und ließ Hans-Joachim Kuhl die Summe gestückelt und verschleiert einzahlen. Auf dem Konto gingen bis zum 11. Oktober 145 Einzelspenden zwischen 1000 und 8000 Euro, insgesamt 840.000 Euro, aus verschiedenen Orten Deutschlands ein. Die kurzfristige Neueröffnung und nachträglichen Spendeneingänge erregten den Verdacht einer Straftat: Das Zerlegen von Spenden in Teilbeträge und deren Verbuchung, um die Herkunft zu verschleiern, war seit Juli 2002 mit bis zu drei Jahren Gefängnis strafbar. Der FDP-Bundesvorstand stellte Möllemann, der sich auf Gran Canaria aufhielt, ein Ultimatum, die Herkunft der Spenden zu nennen. Nachdem der Vorstand rechtliche Schritte eingeleitet hatte, um diese Auskunft zu erzwingen, teilte Möllemann am 20. November mit, er habe Druck und Vertriebskosten des Faltblatts in Höhe von 980.000 Euro aus eigenen Mitteln bezahlt und die Summen dafür gestückelt, um nicht als Großspender in Erscheinung zu treten.
Weitere Prüfungen Rexrodts vom 28. Oktober bis 27. November 2002 ergaben, dass der Landesverband NRW unter Möllemann die Herkunft weiterer erheblicher Summen über Jahre hinweg mittels Schwarzkonten, gefälschter Quittungen, Dankesschreiben und fehlerhafter Rechenschaftsberichte verschleiert hatte. Seit November ermittelten zudem mehrere Staatsanwaltschaften gegen „Unbekannt“ wegen mutmaßlicher Verstöße gegen das Parteiengesetz, Untreue und Betrugs. Dies nahm der FDP-Bundesvorstand zum Anlass, Möllemann zum Austritt bis 2. Dezember 2002 aufzufordern, und drohte ihm andernfalls ein Parteiausschlussverfahren an. FDP-Chef Guido Westerwelle warf ihm vor, er habe sie in eine rechtspopulistische Partei verwandeln wollen. Daraufhin drohte Möllemann in einem Interview mit der Neugründung einer Partei, die den „Tod der FDP“ bedeuten würde. Er ließ das Ultimatum verstreichen und meldete sich vor zwei Anhörungen des Bundesvorstands kurzfristig krank.
Ein Antrag vom 4. Februar 2003 in der NRW-FDP, Möllemann aus dem Landesverband auszuschließen, erhielt keine Mehrheit. Eine Rückgabe seines Bundestagsmandats kündigte er am 8. Februar erstmals an. Am 11. Februar beschloss die Bundestagsfraktion der FDP mit 39 von 45 Stimmen, ihn auszuschließen. Im März erschien Möllemanns Buch Klartext, das Westerwelle und andere FDP-Prominente als Selbstdarsteller und Karrieristen darstellte. Am 17. März verließ er von sich aus die Partei, behielt aber entgegen mehrfacher Ankündigung sein Bundestagsmandat. Damit verlor er die restlichen Sympathien in der FDP.
Am 5. Juni 2003 vormittags hob der Bundestag Möllemanns Immunität wegen des Verdachts der Steuerhinterziehung sowie des Verstoßes gegen das Parteiengesetz auf. Daraufhin durchsuchten Polizei und Staatsanwaltschaft im Rahmen von Ermittlungen gegen ihn Liegenschaften und Geschäftsräume in verschiedenen Bundesländern, darunter auch sein Privathaus.

## Tod
Möllemann war Fallschirmspringer und setzte seine Sprünge häufig auch für Wahlkampfauftritte in Szene. Weniger als 30 Minuten nach Aufhebung seiner Immunität sprang er am 5. Juni 2003 bei Marl mit dem Fallschirm ab. Er öffnete nach der Freifallphase den Hauptschirm, trennte ihn dann aber. Den Reserveschirm öffnete er nicht, was zum ungebremsten Aufschlag auf einem Feld nahe dem Flugplatz Marl-Loemühle führte. Er starb an den schweren Aufprallverletzungen. Wie spätere Untersuchungen ergaben, war der mitgeführte Öffnungsautomat, der den Reservefallschirm automatisch ausgelöst hätte, nicht eingeschaltet.
Die mit Möllemann in derselben Absetzmaschine gestarteten Springer bezeugten, sie hätten ihn gefragt, ob er sich an einer Freifallformation, einem sogenannten „Sechser-Stern“, beteiligen würde. Er habe erklärt, er wolle einen „Einzelstern“ (scherzhaft für Solosprung) springen. An der sonst üblichen gegenseitigen Kontrolle des Öffnungsautomaten habe er sich nicht beteiligt, weil er ein Glas Wasser holen wollte. Die Ermittlungen im Strafverfahren gegen ihn wurden eingestellt. Er wurde auf dem Zentralfriedhof im westfälischen Münster beigesetzt.
Möllemanns Tod wurde von der Staatsanwaltschaft Essen untersucht. In einigen Internetforen wurde spekuliert, er sei möglicherweise ermordet worden. 2007 veröffentlichte die Staatsanwaltschaft private Filmaufnahmen eines Fallschirmspringers, die Möllemanns letzten Sprung zeigten und 2003 bei den Ermittlungen untersucht worden waren. Ihr am 9. Juli 2007 vorgelegter Abschlussbericht schloss Fremdverschulden als Todesursache aus. Es konnte aber nicht abschließend geklärt werden, ob es sich um einen Unfall oder um Suizid gehandelt hatte.
Möllemann hatte seinem Parteifreund Wolfgang Kubicki im April 2003 einen Brief übergeben, den Kubicki nur öffnen sollte, falls ihm „etwas passiert“ sei. Nach Kubickis Angaben enthielt der Brief keine Angaben zu den Motiven des Todessprungs.

## Nachwirkungen
Im Juli 2009 setzte Wolfgang Thierse, der Vizepräsident des deutschen Bundestages, gegen die FDP Sanktionen und Rückzahlungsverpflichtungen wegen Verstößen gegen das Parteiengesetz fest. Diese waren im Landesverband der FDP unter Möllemann begangen worden und beliefen sich auf insgesamt 3.463.148,79 Euro. Hierin waren bereits 873.500 Euro berücksichtigt, welche die FDP im Jahr 2002 vorsorglich bei der Bundestagsverwaltung hinterlegt hatte. Das Verwaltungsgericht Berlin und das Oberverwaltungsgericht Berlin-Brandenburg bestätigten diese Entscheidung am 8. Dezember 2009 bzw. im November 2011. Ende April 2013 entschied das Bundesverwaltungsgericht in Leipzig über die Fälligkeit von mindestens zwei Millionen Euro. Über den Rest (ca. 1,4 Millionen Euro) wurde die Angelegenheit mangels ausreichender Tatsachenfeststellungen an das Oberverwaltungsgericht Berlin-Brandenburg zurückverwiesen.
Medienberichte, die Möllemanns Firma WebTec mit Waffengeschäften im arabischen Raum in Verbindung brachten, wurden vom damaligen Leiter des Landeskriminalamts Nordrhein-Westfalen als nicht nachvollziehbare Gerüchte eingestuft.
Im Dezember 2004 wurde ein Nachlassinsolvenzverfahren eröffnet, das vier Jahre später mit offenen Verbindlichkeiten in Höhe von etwa drei Millionen Euro abgeschlossen wurde. Durch die Steuerschulden aufgrund nicht ordentlich gemeldeter Parteispenden gilt der Fiskus als Hauptgläubiger.

## Ehrungen
- 1990: Großes Verdienstkreuz der Bundesrepublik Deutschland
- 1998: Großes Verdienstkreuz mit Stern der Bundesrepublik Deutschland

## Schriften
- Klartext. Für Deutschland. C. Bertelsmann, München 2003, ISBN 3-570-00755-3.